# Sở Chiêu vương
Sở Chiêu vương (chữ Hán: 楚昭王, bính âm: Chŭ Zhāo Wáng, 526 TCN - 489 TCN), thị Hùng (熊) tính Mị (芈), tên Trân (轸), là vị quốc vương thứ 13 của nước Sở - một Vương quốc tồn tại dưới thời nhà Chu trong lịch sử Trung Quốc.
Sở Chiêu vương kế nghiệp phụ thân là Sở Bình vương làm quốc vương khi mới 10 tuổi, giữa lúc Sở quốc đang trong giai đoạn khủng hoảng và phải đương đầu với nhiều khó khăn từ các gian thần trong nước và sự đe dọa từ Ngô quốc ở miền đông ngày càng lớn mạnh. Đến năm 505 TCN, sau trận Bá Cử, quân Ngô công nhập Dĩnh đô khiến Sở Chiêu vương phải bỏ chạy lưu vong. Tuy về sau khôi phục được cơ nghiệp, nhưng Ngô vẫn chầu chực đe dọa, Chiêu vương phải thiên đô đến đất Nhược (504 TCN).
Cho đến những năm trị vì cuối cùng khi Ngô suy yếu, thì Sở mới khôi phục phần nào sức mạnh quân sự của mình qua một số cuộc viễn chinh do Chiêu vương đích thân chỉ huy. Ông qua đời vào năm 489 TCN trên đường hành quân và người kế vị là Vương tử Chương, tức Sở Huệ vương.

## Thân thế éo le
Hùng Trân là con trai thứ tư của Sở Bình vương Hùng Cư, quốc vương thứ 12 của Sở quốc, mẫu thân ông là Bá Doanh, muội muội của Tần Ai công, quốc quân nước Tần ở miền tây. Các huynh trưởng của Hùng Trân gồm Thái tử Kiến, Vương tử Thân (Tử Tây), Vương tử Kết (Tử Kỳ) và còn một người em là Vương tử Khải (Tử Lự). Về cuộc hôn nhân của song thân Sở Chiêu vương là một truyền thuyết thú vị của thời Xuân Thu.
Sở Bình vương khi còn là Sái công phục vụ dưới trướng vương huynh tức Sở Linh vương, lấy một người con gái ở ấp Kích Dương, sinh ra con trai là Kiến. Khi Bình vương sát ba vị huynh trưởng để tự lập làm vua (529 TCN), đã phong cho Kiến làm Thái tử, và để Ngũ Xa, Phí Vô Cực làm người trợ giúp cho Thái tử. Phí Vô Cực sau đó hiến kế cho Bình vương cầu hôn một vị công chúa Tần quốc cho Thái tử Kiến, đó chính là nàng Bá Doanh. Tháng 1 năm 523 TCN, sau khi Bá Doanh đến Sở quốc, Bình vương vì say mê sắc đẹp của Bá Doanh mà cướp lấy làm vợ mình, đày Thái tử Kiến ra huyện Thành Phụ gần biên giới. Trong khoảng thời gian đó, Bá Doanh sinh ra Hùng Trân, sau lại sinh một con gái, gọi là Quý Mễ.
Năm 522 TCN, Phí Vô Cực gièm pha thái tử Kiến cùng Ngũ Xa muốn làm phản. Bình vương bèn đuổi thái tử Kiến và giết chết cả gia đình Ngũ Xa. Người con thứ của Xa là Ngũ Tử Tư thoát nạn và chạy sang Ngô quốc để tìm được báo thù nước Sở. Sau đó Bình vương sau đó lập Bá Doanh làm Vương hậu. Thái tử Kiến chạy trốn đến nước Trịnh và hợp mưu với người Tấn để chiếm nước Trịnh nên bị Trịnh giết chết.

## Những năm đầu trị vì

### Lên ngôi
Từ cuối đời Sở Bình vương, nước Sở dần yếu thế trong những cuộc giao tranh với nước Ngô láng giềng. Ngô vương Hạp Lư có sự trợ giúp của Tôn Vũ và Ngũ Tử Tư, giành lấy ngai vàng Ngô quốc và ra sức khuếch trương lãnh thổ, hai mục tiêu của Hạp Lư là Sở và nước Việt ở ven biển.
Tháng 9 năm 516 TCN, Sở Bình vương mất. Quan Lệnh doãn (Thừa tướng) khi đó là Nang Ngõa chủ trương người con của Bình vương do thứ phi sinh nhưng đã trưởng thành là công tử Thân (Tử Tây) lên làm vua, nhưng Tử Tây từ chối một cách thẳng thừng, nói rằng theo pháp độ cần lập con của người vợ cả. Nang Ngõa bèn lập Hùng Trân lên kế vị, xưng là Sở Chiêu vương. Vì Sở Chiêu vương tuổi hãy còn nhỏ, chính sự đều nằm trong tay Nang Ngõa.

### Giao tranh với quân Ngô

Giản đồ các nước cuối thời Xuân Thu

Tháng 4 năm 515 TCN, Ngô vương tên là Liêu nhân Sở đang có tang, sai Công tử Yểm Dư và Chúc Dung đánh Sở, bao vây đất Tiềm. Sở đình cử Bá Khước Uyển và Công Doãn Mỵ cầm quân cứu Tiềm. Hai quân gặp nhau ở đất Củng và quân Sở đã chặn đứt được đường tiến lui của quân Ngô..
Cũng năm đó, công tử Quang nước Ngô sát hại Ngô vương để đoạt ngôi, xưng là Ngô Hạp Lư. Hai công tử Yểm Dư và Chúc Dung chạy sang ở đất Từ và đất Chung Ngô.
Mùa đông năm 512 TCN, Hạp Lư sai Tôn Vũ đi lùng bắt hai vương tử con của Liêu. Hai Vương tử đều bỏ chạy sang Sở. Vua Sở bèn phong nhiều đất đai cho họ, đồng thời phái Đậu Doãn Nhiên và Thẩm Doãn Tuất xây thành ở Dưỡng để hai Vương tử này ở, có ý dùng họ để uy hiếp Ngô quốc. Vương tử Thân can ngăn ông không nên cố tình gây hấn với người Ngô, nhưng ông không nghe. Tháng 12 năm đó, Ngô diệt hai nước Chung Ngô và Từ; Sở vương sai Thẩm Doãn Tuất cầm quân cứu Từ, song không kịp. Từ tử bị Ngô đánh bại và chạy sang Sở, người Sở ban cho Từ tử ở ấp Thành Phủ. Bấy giờ Ngũ Tử Tư là thuộc hạ đắc lực của Ngô vương, hiến kế cho Hạp Lư dùng ba đạo quân thay phiên quấy phá Sở, khiến quân Sở lâm vào bị động và yếu thế trong các cuộc giao chiến với Ngô.
Sau đó, Tôn Vũ thừa thắng chiếm đất Thư thuộc nước Sở, giết Yểm Dư và Chúc Dung. Năm 511 TCN, Tôn Vũ lấy cớ "Sở vương từ chối không chịu trao thanh bảo kiếm Trạm Lư cho Hạp Lư" nên cùng Ngũ Viên, Bá Hi đánh Sở, chiếm được hai sứ Lục và Tiềm thuộc đất Sở.
Mùa thu năm 508 TCN, Sở Chiêu Vương sai Nang Ngõa đánh Ngô để trả thù. Quân Sở tiến đến Dự Chương thì gặp Hạp Lư mang quân đến. Một cánh quân Ngô bí mật tiến tới ấp Sào. Cuối năm đó Hạp Lư đánh bại Nang Ngõa ở Dự Chương: Tôn Vũ tránh đội quân chủ lực của Tử Thường, rồi tập kích doanh trại của quân Sở bắt sống công tử Ba của Sở. Quân Sở cầm cự chưa đầy một tháng phải rút chạy về nước. Tôn Vũ thừa thắng tiến lên chiếm đất Sào.

### Biến động trong triều
Quan Đại phu của Sở là Bá Khước Uyển tính tình thẳng thắn, ôn hòa rất được lòng quốc nhân; nhưng bị bọn gian thần Phí Vô Cực và Yến Tương Sư ghen ghét. Còn Lệnh doãn là Nang Ngõa thích ăn hối lộ và nghe lời gièm pha. Vô Cực vu cáo Khước Uyển muốn giết hại Nang Ngõa. Nang Ngõa nghe lời của Vô Cực, buộc Khước Uyển phải tự sát, rồi giết phe đảng họ Khước, người trong nước đều lấy làm bất bình, sỉ mắng Phí Vô Cực và Yến Tương Sư, Nang Ngõa nghe được thì lấy làm lo sợ.
Về sau Nang Ngõa dò xét lại vụ án đó mới biết Bá Khước Uyển bị oan, và người dân vẫn oán hận mình vì việc ấy. Vương tử Thân và Thẩm Doãn Tuất đề nghị Nang Ngõa giết Vô Cực và Tương Sư, Nang Ngõa bất đắc dĩ phải nghe theo.

## Chạy loạn giặc Ngô

### Mất lòng vua Sái và vua Đường
Năm 509 TCN, Sái Chiêu hầu sang triều kiến Sở Chiêu vương. Vua Sái có một đôi ngọc bội và một đôi áo cầu rất đẹp, dâng cho Sở Chiêu vương mỗi thứ một chiếc, còn lại mình dùng. Trong tiệc, Sái Chiêu hầu cùng Sở Chiêu vương mặc áo cầu và đeo ngọc bội. Lệnh doãn Nang Ngõa thấy Sái Chiêu hầu có đồ quý nổi lòng tham, muốn đòi áo và ngọc bội của, Sái Chiêu hầu không cho. Vì vậy Nang Ngõa bèn gièm pha với Sở Chiêu vương, giam lỏng vua Sái ở lại nước Sở.
Sau đó, vua Đường cũng đến triều kiến nước Sở, có đôi ngựa quý, cũng bị Nang Ngõa đòi, nhưng vua Đường từ chối, cũng bị bắt giam.
Năm 506 TCN, người nước Đường bàn nhau lấy ngựa quý dâng cho Nang Ngõa để xin cho vua Đường về. Nang Ngõa bằng lòng. Sái Chiêu hầu thấy vậy cũng đành hiến áo cầu và ngọc bội cho Nang Ngõa, mới được thả về nước.
Sái Chiêu hầu oán hận nước Sở, khi trở về nước bèn cho con sang nước Tấn làm con tin, đề nghị Tấn Định công đánh Sở để báo thù. Tấn Định công họp quân chư hầu, và sai Tuân Dần và Sĩ Ưởng mang quân đánh Sở.
Tháng 3 năm 506 TCN, chư hầu họp tại Thiệu Lăng bàn đánh nước Sở. Nhưng hai tướng Tấn cũng muốn đòi tiền hối lộ của nước Sái, Sái Chiêu hầu từ chối. Vì vậy quân Tấn đóng một thời gian rồi từ tạ Sái Chiêu hầu về nước. Cùng năm đó nước Sở buộc nước Hứa thiên đô tới đất Dung Thành. Đây là lần thứ tư nước Hứa phải thiên đô theo ý nước Sở.
Sau đó nước Sái xin viện quân nước Tấn để diệt nước Thẩm. Mùa thu năm đó, Sở vì trả thù cho Thẩm mà đem vây Sái. Sái Chiêu hầu lo lắng, sai người đi cầu cứu nước Ngô. Ngô Hạp Lư cùng Tôn Vũ và Ngũ Viên khởi đại quân đi đánh Sở để giúp Sái.

### Bại trận mất Dĩnh đô
Thấy quân Ngô kéo tới, quân Sở giải vây nước Sái ra ứng phó. Quân Ngô có quân Đường và quân Sái hợp lực, cùng đánh Sở. Quân Ngô tiến đến Dự Chương rồi dọc sông Hán tiến sang phía tây. Nang Ngõa đóng ở bên kia sông. Nghe lời các thủ hạ, Nang Ngõa mang quân sang sông dàn trận. Hai bên giao tranh ở Tiểu Biệt và Đại Biệt tất cả ba lần. Quân Ngô được sự huấn luyện và chỉ huy của Tôn Vũ và Ngũ Viên, rất thiện chiến. Nang Ngõa đánh mấy lần đều bất lợi, có ý định rút lui nhưng chưa dám.
Tháng 11 năm đó, hai bên gặp nhau lần nữa ở Bá Cử. Em Hạp Lư là Phu Khái mang 5.000 quân đi tiên phong, đại quân Ngô tiến sau. Quân Sở bị quân Ngô đánh cho đại bại, quân lính tan tác. Nang Ngõa sợ tội, bỏ chạy sang nước Trịnh, còn tướng Sử Hoàng chết trên chiến xa.
Quân Sở tan nát bỏ chạy. Ngô vương Hạp Lư đuổi theo quân Sở đến sông Thanh Phát. Hễ quân Sở dừng lại nấu cơm thì quân Ngô đuổi ồ ạt đến khiến quân Sở phải bỏ cơm chạy. Qua 5 đợt truy kích của quân Ngô, quân Sở liên tiếp bại trận.
Sở Chiêu vương nghe tin quân Ngô áp sát Dĩnh đô, vội cùng em gái là Quý Mễ xuống thuyền qua sông Thư, đi cùng có Châm doãn Cố. Quân Ngô đuổi phía sau, Chiêu vương lệnh cho quân lấy voi, đốt đuốc cháy ở đuôi rồi thả cho xông vào quân Ngô. Vì vậy quân Ngô hỗn loạn không thể truy bắt ông. Trước khi rời nước, thấy phụ lão nhiều người muốn đi theo, Chiêu vương bảo với họ rằng
Quả nhân kém đức, làm mất đất của tiên vương. Các vị phụ lão hãy trở lại, lo gì không có vua mà thờ. Vả lại chuyến này đi, thôi đành ra bể.
Các phụ lão nghe nói cảm động, vì thế vẫn hướng về nhà vua, cho nên người trong nước đều đồng lòng, trong một đêm đã ba lần thắng quân Ngô.
Tuy nhiên lúc này Ngô vương Hạp Lư vẫn tiến vào được Dĩnh đô. Sở Chiêu vương qua sông Thư, sông Giang rồi vào đất Vân Trung. Trong khi ngủ, ông bị quân cướp tới đánh. Vương tôn Do Vu lấy thân mình che cho ông, nên gươm quân cướp đâm trúng vai Do Vu. Sở Chiêu vương vội chạy đến đất Vận, cùng đi với ông còn đại phu Chung Kiên và công chúa Quý Mễ. Vì trước đây vua nước Vận bị Sở Bình vương giết nên em vua Vận là Hoài muốn giết Sở Chiêu vương để báo thù. Nhưng Vận công Tân không nghe theo em, kiên quyết bảo vệ Chiêu vương. Nhờ vậy ông được an toàn.
Sau đó Chiêu vương được đại phu Đấu Tân cùng em là Đấu Sào mang chạy trốn sang nước Tùy, trú ở phía bắc cung điện của Tùy hầu. Ngô vương Hạp Lư đuổi đến vây nước Tùy, đóng ở phía nam cung điện Tùy hầu, và yêu cầu giao nộp Sở vương thì sẽ tặng cho đất Hán Dương. Một người anh của Chiêu vương là Tử Kỳ, trông giống Chiêu vương, tự nguyện ra chết thay để Chiêu vương trốn. Nhưng người nước Tùy không để cho Tử Kỳ phải chết, cho sứ ra từ chối Hạp Lư không nộp Chiêu vương, nói rằng vua Sở không đến. Quân Ngô không làm gì được. Khi đó quan nước Tùy là Lư Kim vì cớ từng xin vua Tùy không giao nộp Sở vương cho người Ngô, nên được Sở vương mời tới gặp. Lư Kim từ chối, nói rằng không muốn lợi dụng việc giúp nhà vua khốn khó để trục lợi. Vua Sở lại sai Tử Kỳ uống máu ăn thề với vua Tùy. Lúc đó anh Sở vương là Tử Tây vì không tìm được Vương, mới mặc áo và dùng xe của vua đóng ở đất Tì Tiết để chống giữ với các nước, khi biết được nơi ở của Chiêu vương thì mới chạy theo đến.
Trong khi đó ở Dĩnh đô, Ngũ Viên hận Sở Bình vương giết cả nhà mình nên sai đào mộ Bình vương lên đánh nát thi thể, còn Hạp Lư ham mê mẹ và vợ của Sở Chiêu vương là Bá Doanh và Trinh Khương nên ép tư thông với mình. Trinh Khương chấp nhận để khỏi bị giết còn Bá Doanh một mực từ chối, được khen là có khí tiết.

### Phục quốc
Sở Chiêu vương cử Thân Bao Tư, vốn là bạn cũ của Ngũ Viên nước Ngô, sang nước Tần cầu cứu. Bột Tô khóc trước sân điện Tần bảy ngày không ăn uống, làm Tần Ai công (anh Thái phu nhân Bá Doanh, cậu của Chiêu vương) cảm động, đồng ý giúp quân. Vua Tần sai đại phu Tử Mãn và Tử Hổ đem theo 500 chiếc xe cứu Sở vương.
Quân Tần và quân Sở cùng tiến. Quân Sở đi trước, quân Tần theo sau. Trận đầu, liên quân thắng được Phu Khái ở gần sông Nghi. Trận sau đó tướng Sở là Vỉ Xạ bị Phu Khái đánh bại ở Bá Cử và bị bắt. Con Vỉ Xạ thu thập tàn quân, quay lại đánh bại quân Ngô ở Quân Tường. Quân Tần đánh bại quân Ngô một trận nữa. Quân Ngô phải rút về đất Khuân. Quân Tần và quân Sở đốt thành. Quân Ngô bại trận bỏ chạy, sau đó quay lại đánh ở Công Tề, liên quân Tần-Sở lại thắng. Công tử Phu Khái nước Ngô chạy về nước trước, tự lập làm Ngô vương. Hạp Lư buộc phải rút quân về đánh Phu Khái, không thể ở lại nước Sở tiếp chiến. Sở Chiêu vương trở lại nước Sở. Tháng 9 năm 505 TCN, Sở Chiêu vương đem quân diệt nước Đường, rồi trở về Dĩnh Đô phục quốc. Sau đó công tử Phu Khái bị Hạp Lư đánh bại chạy sang Sở, Sở Chiêu vương phong cho Phu Khái ở đất Đường Khê, gọi là Đường Khê thị.
Khi trước Sở Chiêu vương chạy loạn muốn qua sông Thành Cửu, có Tử Vĩ là quan trấn thủ đất Lam lấy thuyền chở vợ con qua sông tránh giặc mà không thấy thuyền cho vua. Đến đây Sở vương muốn giết Tử Vĩ. Tử Tây dẫn việc của Nang Ngõa, can nhà vua không nên nhớ tới thù cũ, Chiêu vương vì thế vẫn cho Tử Vĩ giữ chức cũ. Lại hạ lệnh hoàn táng di cốt vua Bình vương, ban thưởng hậu hĩnh cho những công thần cứu giá là Đấu Tân, Vương tôn Do Vu, Vương tôn Ngữ, Chung Kiến, Đấu Sào, Thân Bao Tư, Vương tôn Giả, Tống Mộc, Đấu Hoài. Nhưng Thân Bao Tư từ tạ không nhận thưởng, vì cho rằng vua được bình yên đã là một sự ân thưởng cho mình rồi, sau đó bỏ đi. Vua lại muốn kén chồng cho Vương muội Quý Mễ, Quý Mễ nói rằng trước kia Chung Kiến đã cõng mình chạy loạn, nên xin lấy Kiến làm phò mã. Vua nghe theo, và phong cho Kiến chức quan Nhạc.

## Dời đô và bắc tiến

### Thiên sang đất Nhược
Tuy đánh bại quân Ngô nhưng kinh thành Dĩnh Đô cũng bị tàn phá nặng nề. Về phía Ngô, Ngô Hạp Lư sau khi dẹp xong loạn Phu Khái, chưa từ bỏ ý định đánh Sở. Năm 504 TCN, Hạp Lư sai thái tử Chung Luy đánh Sở. Sở Chiêu vương sai Phan Tử Thần và Tiểu Duy Tử ra đánh. Kết quả thủy quân Sở bị quân Ngô đánh bại ở Phồn Dương, hai tướng Sở bị bắt.
Thấy Dĩnh đô liên tiếp bị uy hiếp, Lệnh doãn mới nước Sở là Tử Tây vì việc bại trận này bèn xin Chiêu vương thiên đô từ đất Dĩnh ra đất Nhược. Chiêu vương đồng tình. Dĩnh đô từ thời Sở Văn vương được chọn làm kinh thành tới đời Chiêu vương dời đi, tất cả 12 đời vua trong gần 200 năm.
Sở Chiêu vương thiên đô đến lên phía Bắc, đóng ở đất Nhược, nhưng đổi tên đất ấy là Dĩnh. Tuy nhiên sau này, Ngô lại kết oán với nước Việt nên không gây chiến với Sở nữa.

### Mở rộng bờ cõi
Trước kia nước Tấn hội minh ở Thiệu Lăng, có hai nước phiên thuộc của Sở là Hồ và Đốn đến thề với Tấn. Khi quân Ngô đánh Sở, Hồ tử tên là Báo đến cướp bóc các vùng đất ở biên giới Sở và Hồ, còn vua Đốn thì ngả hẳn theo Tấn. Cho nên sau khi thế nước hồi phục, Sở Chiêu vương liền nghĩ đến hai nước này.
Đến tháng 2 năm 496 TCN, Sở Chiêu vương sai Vương tử Kết cùng Công Tôn Đà Nhân nước Trần mang quân đánh nước Đốn, diệt được nước Đốn.
Sang năm 495 TCN, vì cớ nước Hồ không chịu thần phục nước Sở; Sở Chiêu vương lại đánh nước Hồ, bắt vua là Báo, tiêu diệt nước Hồ.
Năm 494 TCN, Sở Chiêu vương hội quân với Trần hầu, Tùy hầu và Hứa nam cùng đánh Sái để báo thù việc theo Ngô đánh Sở trước đây. Quân Sở cứ cách một dặm thì xây một bức tường dày 1 trượng, cao hai trượng, rồi vây hãm quốc đô nước Sái trong 9 ngày. Sái Chiêu hầu không chống nổi phải ra xin thần phục. Người nước Sái ra khỏi thành, đến giữa sông Nhữ và sông Hán xin nghe lệnh Chiêu vương. Sau khi quân Sở rút lui, nước Sái phải xin nước Ngô đất để di cư xa nước Sở.

### Qua đời
Năm 489 TCN, một đám mây hình bầy chim vây quanh mặt trời trong suốt 3 ngày. Chiêu vương đem việc hỏi quan Thái sử, Thái sử đáp rằng đấy là điềm có tai họa cho nhà vua, và cho ý kiến rằng có thể cúng giải để chuyển tai họa qua cho các quan đại thần, nhưng ông không làm theo. Sau đó nhà vua mắc bệnh, bói được nguyên do là ở thần sông Hà, các quan bèn xin làm lễ tế thần sông Hà, Chiêu vương đáp rằng mình không làm gì có tội với thần ở sông Hà, nên không chịu tế. Khổng Tử khen việc làm của Chiêu vương là hiểu rõ đạo lớn.
Mùa thu năm đó, Ngô đánh nước Trần, Trần Mẫn công sai sứ cầu cứu Sở. Sở Chiêu Vương đem quân sang cứu, đóng ở Thành Phụ. Ông sai người bói một quẻ về việc chiến tranh, nhưng nhận lấy quẻ xấu. Vua nói rằng
Thế là ta chết. Nhưng nếu lại đánh thua Ngô nữa, chết còn hơn. Bỏ đồng minh, trốn kẻ thù cũng không bằng chết. Đã chết, thì chết về tay kẻ thù trên sa trường.
Sau đó lệnh truyền ngôi cho Vương tử Thân, nhưng Thân không chịu. Lại hạ lệnh truyền ngôi cho Vương tử Khải (Tử Lư, con Bình vương), Khải từ chối 5 lần rồi mới chịu. Sau đó, vua Sở đánh vào ấp Đại Minh, gặp quân Ngô, quân Ngô phải rút lui. Tháng 10 năm đó, Sở Chiêu vương bệnh nặng ở Thành Phụ, rồi qua đời. Vương tử Khải từ chối không nhận ngôi vua nữa, rồi cùng Vương tử Thân giấu tin chưa phát tang, sau đó mời con trưởng của Chiêu vương với bà phi nước Việt sinh ra, tên là Chương lên nối ngôi, tức là Sở Huệ vương. Sở Chiêu vương ở ngôi tất cả 27 năm, thọ khoảng 35 - 37 tuổi.

## Dật sự

### Việt Cơ và Thái Cơ
Sinh thời Sở Chiêu vương có một phi tần là Việt Cơ, con gái Việt vương Câu Tiễn. Một lần, Vương đi du ngoạn, có Thái Cơ và Việt Cơ hầu hạ hai bên tả hữu, sai nhạc công soạn những bài dâm nhạc. Chiêu vương khi đang cao hứng, quay sang hỏi Thái Cơ có nguyện cùng sống chết với mình hay không, Thái Cơ bằng lòng, còn Việt Cơ dẫn việc vua Trang vương ngày trước, khuyên nhà vua học theo, bỏ nhạc mà hãy lo chính trị, nhưng không chịu chết theo vua.
Đến khi Chiêu vương lâm bệnh hấp hối mà vẫn không chịu làm tế đẩy vạ sang các đại thần, Việt Cơ khen đó là đức tốt của một vị vua, rồi thỉnh cầu muốn chết trước Chiêu vương, để xuống phía dưới địa phủ trước đuổi đi nhóm hồ ly cho Chiêu vương đi qua. Chiêu vương nói rằng nếu Việt Cơ làm như vậy chẳng khác gì là lỗi tại vua thất đức. Việt Cơ đáp rằng ngày trước tuy miệng không hứa thì lòng đã thuận từ lâu, và nay xin chết đã trọn chữ nghĩa với nhà vua, sau đó liền tự sát. Đến khi Chiêu vương qua đời, Thái Cơ không dám thực hiền lời thề khi xưa. Sau đó, các đại thần mới bàn với nhau rằng người mẹ tốt mới sinh ra đứa con tốt, vì thế đã lập con Việt Cơ là Chương lên kế vị, chính là Sở Huệ vương.

### Tiếp đãi Khổng Tử

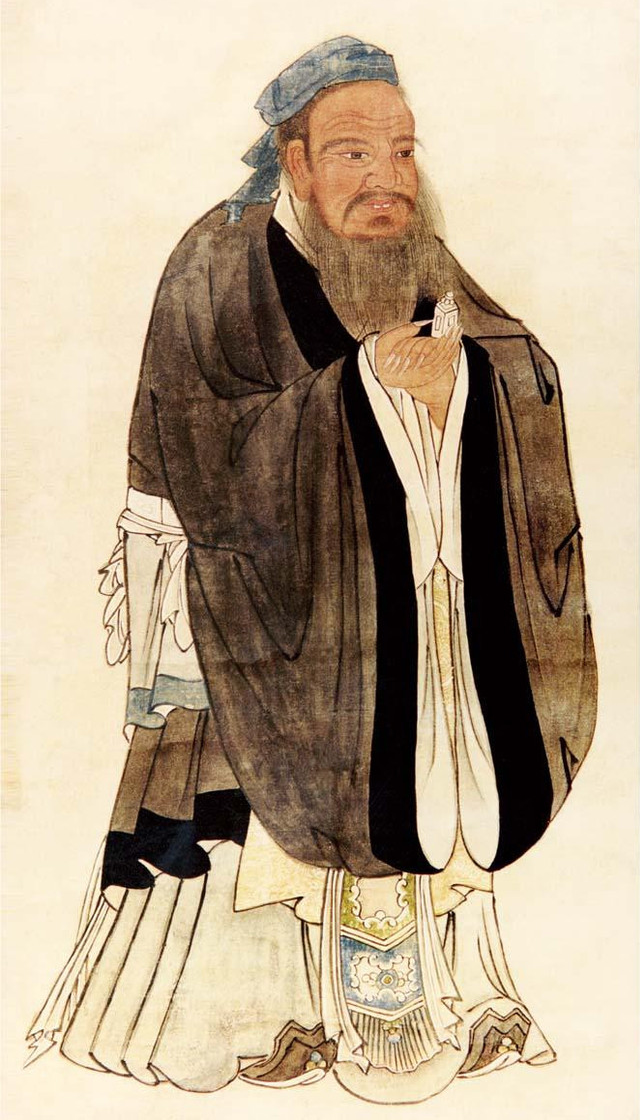
Khổng Tử (551 TCN - 479 TCN)

Khoảng năm 492 TCN, Khổng Tử vì loạn ở nước Vệ mà muốn đến nương nhờ nước Sái. Sở Chiêu vương thấy Khổng Tử ở nơi giữa nước Trần và nước Sái, mới sai người đi đón. Các quan đại phu nước Trần và nước Sái sợ nước Sở dùng Khổng Tử thì nguy cho nước mình, bèn sai người đem quân vây Khổng Tử. Khổng Tử sai Tử Cống đến Dĩnh đô cầu cứu, Chiêu vương bèn cho quân đi đón Khổng Tử.
Sở Chiêu vương muốn phong cho Khổng Tử đất Lý Xa, nhưng lệnh doãn là Tử Tây đem việc Chu Văn vương là người biết tu thân tích đức mà từ 100 dặm đất đã đoạt cả thiên hạ, mà nay Khổng Tử cũng bậc đại hiền, e nếu phong đất thì sẽ có ngày thay quyền nước Sở. Vì thế Chiêư vương không dùng Khổng Tử, và Khổng Tử lại trở về nước Vệ.

## Đánh giá
Giả Huyền Ông nói về việc Sở Chiêu vương mượn cớ báo thù, tiêu diệt các nước Hồ và Đốn, vây nước Sái là một hành vi hèn hạ và trục lợi
Vào đất Dĩnh, là nước Ngô. Quật mã Sở Bình vương cũng là nước Ngô. Sở đã không báo được thù vì Ngô là nước mạnh, lại đi chiếm cứ vài nước nhỏ như nước Sái mà cũng gọi là báo thù. Thù thật, thì không dám báo. Năm trước diệt nước Đốn, năm sau diệt nước Hồ, nay lại đem quân tới Sái. Chẳng qua chỉ là tằm ăn lá, ăn các nước nhỏ để có lợi.

## Gia đình
- Cha: Sở Bình vương Hùng Cư
- Mẹ: Bá Doanh
- Anh chị em
  - Thái tử Kiến
  - Công tử Thân, tự Tử Tây
  - Vương tử Kết, tự Tử Kỳ
  - Vương tử Khải, tự Tử Lự
  - Quý Mễ
- Vợ
  - Trinh Khương, con gái Tề Cảnh công
  - Việt Cơ
  - Thái Cơ
- Con cái
  - Sở Huệ vương Hùng Chương